# Bogdan Marian Ginter
Bogdan Marian Ginter (ur. 20 stycznia 1916 w Lwówku, zm. 11 maja 2004 w Szklarskiej Porębie) – polski żołnierz.

## Życiorys
Urodził się w Lwówku, jako syn Stefana i Stanisławy z domu Strzyżewskiej. W czerwcu 1934 ukończył gimnazjum humanistyczne w Międzychodzie.
28 września 1934 został przyjęty do Szkoły Podchorążych Piechoty w Komorowie. Prezydent RP mianował go podporucznikiem ze starszeństwem z 1 października 1937 i 213. lokatą w korpusie oficerów piechoty, a minister spraw wojskowych wcielił do 68 pułku piechoty we Wrześni. Pełnił służbę jako dowódca plutonu w kompanii szkoły podoficerskiej. Następnie do 1938 służył w kompaniach strzeleckich oraz w 3. kompanii ciężkich karabinów maszynowych (do sierpnia 1939). W sierpniu 1939 otrzymał przydział do samodzielnej kompanii karabinów maszynowych i broni towarzyszącej nr 72, oddziału dyspozycyjnego dowódcy 17 Wielkopolskiej Dywizji Piechoty jako dowódca kompanii. Kompania została zmobilizowana w dniach 24–25 sierpnia 1939 w Jarocinie.
Od 26 sierpnia 1939 do 3 września 1939 osłaniał schrony na linii Warty, a następnie stosownie do rozkazu dowódcy Grupy Operacyjnej gen. dr. Romana Abrahama brał udział w osłonie odwrotu Wielkopolskiej Brygady Kawalerii wzdłuż Warty do miejscowości Lądek. Brał udział w bitwie nad Bzurą do 18 września 1939. Po bitwie, po forsowaniu Bzury przeszedł do Puszczy Kampinoskiej jako dowódca improwizowanego batalionu pod nazwą „Lej Mu”. Od 21 września 1939 brał udział w obronie Palmir. 22–23 września 1939 próbował przebić się do Warszawy, tam został ranny i kontuzjowany w okolicach Młocin. Od 23 września do 2 października 1939 przebywał w niewoli. 2 października 1939 uciekł z obozu przejściowego w Żyrardowie wraz z ppor. Jerzym Lewandowskim, ppor. Nowakiem oraz ppor. pilotem (N.N.). Nieudana próba organizowania podziemia w Poznaniu (Oddział Legii Akademickiej) zmusiła go do wyjazdu do Łodzi. Tam nawiązał kontakt z przedstawicielem Służby Zwycięstwa Polski/Związek Walki Zbrojnej majorem Kozłowskim ps. „Jastrzębiec”. Zmienił nazwisko na Aleksander Błyżnik ps. „Olek”, „Oleś”, „Piotr”, „Cedro” i inne. Współpracował z przedstawicielami wywiadu kpt. Miłkiem ps. „Mały Staszek”. Zorganizował grupę wywiadowczą o kryptonimie „Siedlecka”, działającą do maja 1942.
W 1940 wziął konspiracyjny ślub z Janiną Ziółkowska, ps. „Janka”.
13 maja 1942 został aresztowany przez Policję Kryminalną. Przebywał w więzieniu do 14 grudnia 1942. Wznowił kontakty z Armia Krajową w styczniu 1942 i otrzymał przydział do Obwodu Łódź-Ruda podległej komendzie miasta Łódź, jako dowódca w okresie od września 1943 do stycznia 1945. W okresie od listopada 1943 do stycznia 1944. jednocześnie pełnił funkcję dowódcy dzielnicy Łódź-Południe (Chojny), podległej komendzie AK Łódź-Miasto.
Po uzgodnieniach z przedstawicielem Komendy Głównej Armii Krajowej, zgłosił się w lutym 1945 do Wojska Polskiego. W kwietniu 1945 został zidentyfikowany i w stopniu porucznika wcielony do 33 pp 7 Dywizji Piechoty, zwanej później Łużycką. Najpierw jako starszy adiutant dowódcy pułku, a następnie do 29 maja 1945 dowódca 3. batalionu 33 pp 7 DP. Objął dowództwo odcinka granicznego na linii Karkonoskiej Grani od pkt-u 1440 (z wyłączeniem Karpacza) do Wzgórza Stóg Izerskich (ze Świeradowem Zdrój włącznie) w paśmie Gór Izerskich. Jednocześnie pełnił funkcję pierwszego polskiego komendanta miasta Szklarska Poręba i dowódcy garnizonu. W październiku 1945 ochronę granicy przejęła 1. Komenda Odcinka Wojsk Ochrony Pogranicza. Batalion dowodzony przez B. Gintera pełnił następnie służbę w Nysie, a on sam był komendantem miasta Nysa. 19 grudnia 1946 Ginter został postawiony do dyspozycji MON, które zwolniło go do rezerwy, na podstawie specjalnego rozkazu, w stopniu kapitana.
Powrócił do Szklarskiej Poręby, gdzie w willi Poranek przy ulicy Obrońców mieszkała już jego żona z dwójką dzieci. Bogdan Ginter pełnił różnorodne funkcje w instytucjach miasta, od 1947 był radnym Gminnej Rady Narodowej, w latach 1948–1973 był również radnym Powiatowej Rady Narodowej. Pełnił liczne funkcje kierownicze. Kierował hotelem i restauracją „Orbis”, Spółdzielnią Spożywców „Jedność Robotnicza”. Od 1952 pracował jako planista ekonomiczny i kierownik działu inwestycji, w Fabryce Maszyn Elektrycznych „Karelma” w Piechowicach. Po czternastu latach pracy w „Karelmie” powołany został na stanowisko dyrektora Zrzeszenia Prywatnego Handlu i Usług. W maju 1980 przeszedł na emeryturę.
Od 1947 należał do Stronnictwa Demokratycznego i pełnił funkcję przewodniczącego Koła Miejskiego, później Koła Powiatowego oraz członka Wojewódzkiego Komitetu SD we Wrocławiu (od 1971). Z ramienia SD w latach 1947–1948 był radnym Powiatowej Rady Narodowej w Szklarskiej Porębie, a od 1949 do 1973 radnym Powiatowej Rady Narodowej w Jeleniej Górze. W tym samym czasie działał m.in. we Froncie Jedności Narodowej, Zarządzie Powiatowym PKPS i Narodowego Funduszu Ochrony Zdrowia. Od 1947 członek Związku Bojowników o Wolność i Demokrację.
Ojciec pięciorga dzieci.
Bogdan Marian Ginter zmarł 11 maja 2004 w Szklarskiej Porębie i został pochowany na cmentarzu parafialnym z honorami wojskowymi w kwaterze nr A-1.

## Ordery i odznaczenia
- Krzyż Srebrny Orderu Virtuti Militari
- Krzyż Komandorski Orderu Odrodzenia Polski
- Krzyż Kawalerski Orderu Odrodzenia Polski
- Krzyż Walecznych
- Srebrny Medal „Zasłużonym na Polu Chwały”
- Medal Zwycięstwa i Wolności
- Złoty Krzyż Zasługi
- Krzyż Armii Krajowej
- Krzyż Kampanii Wrześniowej 1939
- Medal Za udział w wojnie obronnej 1939
- Medal za Warszawę 1939–1945
- Odznaka honorowa „Za Zasługi dla Związku Kombatantów RP i Byłych Więźniów Politycznych”